# بيري ارين
بيري ارين (بالإنجليزية: Perry Warren)‏ هو سياسي أمريكي، ولد في 23 يوليو 1963 في الولايات المتحدة. حزبياً، نشط في الحزب الديمقراطي. وقد انتخب عضو مجلس نواب بنسيلفانيا.